# Breiðárlón
Der Breiðárlón ist ein Gletschersee am südlichen Ende des isländischen Gletschers Vatnajökull. 
Er befindet sich unterhalb des Breiðamerkurjökull, eines Talgletschers des Vatnajökull. Der See liegt in der Gemeinde Hornafjörður.
Zudem liegt der Breiðárlón nicht weit vom Skaftafell-Nationalpark entfernt und westlich des bekannteren Sees Jökulsárlón auf dem Breiðamerkulsander. Seine Wasser ergießen sich in Form des Flusses Breiðá in den benachbarten Fjallsárlón.